# Santa Luzia do Itanhy
Santa Luzia do Itanhy è un comune del Brasile nello Stato del Sergipe, parte della mesoregione del Leste Sergipano e della microregione di Estância.